# 〜洋楽劇場〜 SATURDAY STRUT
『〜洋楽劇場〜 SATURDAY STRUT』（ようがくげきじょう・サタデー・ストラット）はBAYFMが2024年10月5日より放送している洋楽専門番組である。パーソナリティはフォーンクルック幹治。

## 概要
1989年10月の開局以来放送してきた洋楽カウントダウン番組（以下、洋楽カウントダウンとして紹介）の後釜として放送開始。ただし、前番組とは違い、最新の音楽チャートはなく、ただひたすら新旧洋楽ヒット曲を流し、トークをしていく番組である。ランキング紹介中心でメッセージ紹介が少なかった洋楽カウントダウン時代とは違い、こまめにメッセージ紹介をしている。
- 2024年10月5日の初回ではオープニングの前にクルックによる任命式と宣誓が行われ、その後オープニングに入った。次回以降は普通にオープニングから始まる。
- 洋楽カウントダウン時代には一時台と二時台の冒頭のCMがあったが、当番組では廃止されている。
- 洋楽カウントダウン時代と違い、番組サイトは掲載はされておらず、番組のXのみの運用となる。
- 終盤の洋楽カウントダウン同様、毎年12月最終土曜日はKEIYOGINKO GRAND COUNTDOWN REAL放送の為、放送を休止する。なお、洋楽カウントダウン時代とは違い、2024年12月21日のエンディングではグラカン（GRAND COUNTDOWN REALの略称）の宣伝もしている。
- 不定期で洋楽リクエスト企画がある。特に2025年1月4日放送分では通常コーナーは全て休止し、「洋楽・開運リクエスト〜蛇の道は蛇〜」を実施している。

## パーソナリティ
- フォーンクルック幹治（2024年10月5日 - 現在） - BAYFMと同い年。

※2024年9月30日付より「POWER PLAY」、「BRAND NEW HOT LINE」のDJをALAN Jの後任として出演している。

## タイムテーブル
オープニング（13：00）
MUSIC LABO.（13：10ごろ）
毎週洋楽アーティストを一組深掘り。
WEEKEND MOVIE（13：30ごろ）
毎週一つの映画を特集。
タイムスリップコーナー（14時台）
とある年の音楽シーンを特集。
クルック英語塾（14：35ごろ）
クルックの独自目線で解説、今日から使える英語のワンフレーズを紹介。
エンディング（14：37ごろ）
エンディングトーク。メッセージを紹介をしながら終了する。エンディングのBGMは専用のBGMかラストナンバーのどちらかになっている。
ただし、洋楽カウントダウン時代にはあった次の番組（KEIYOGINKO POWER COUNTDOWN REAL）の紹介はない。
なお、当番組はランキングはない為、番組内で都度メッセージ紹介がある。しかし、2024年11月時点はテーマなどはなく、クルックへの叱咤激励や番組の感想などが殆ど。

### 情報ゾーン（Updates）
他番組と同様番組の途中で情報ゾーンを放送。
但し、当番組内では交通情報のみである。
- 13:56頃、14:30頃

## 出来事
2024年12月7日放送後のXにて、当記事を取り上げている。